# NGC 2403

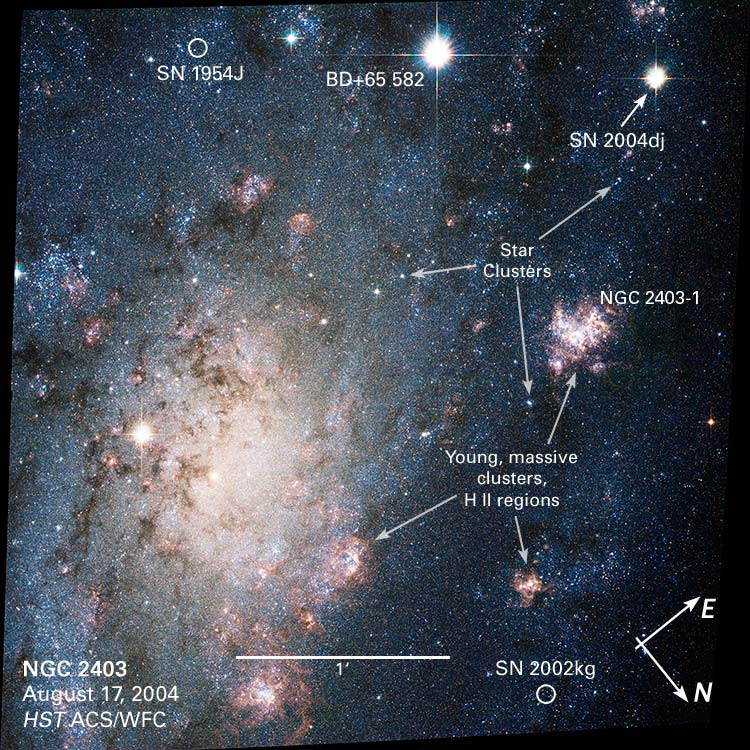
Foto mappata di NGC 2403; sono evidenziate alcune strutture principali e le aree dove sono state osservate le supernovae.

NGC 2403 (nota anche come C 7) è una grande galassia spirale visibile nella costellazione della Giraffa. Creduta all'inizio una delle galassie a noi più vicine (appena 8000 anni luce), si scoprì in seguito la sua distanza reale, di 8 milioni di anni luce.

## Osservazione
Si individua in un'area povera di stelle brillanti, diversi gradi a nord-ovest del Grande Carro; si può scorgere nelle notti più limpide anche con un semplice binocolo 10x50, dove si presenta come una piccola macchia chiara. Un telescopio amatoriale consente di distinguere la regione del nucleo dalle aree esterne.

## Caratteristiche
La galassia appartiene al Gruppo di galassie di M81, uno dei più vicini al nostro Gruppo Locale, i cui membri principali si trovano nell'Orsa Maggiore. Fu la prima galassia all'esterno del Gruppo Locale in cui furono identificate delle variabili Cefeidi; la galassia è anche conosciuta per le supernovae apparse in essa: SN 1954J, 2002kg e SN 2004dj. Il suo nucleo è ricco di regioni HII, ossia aree di idrogeno ionizzato in cui avvengono fenomeni di formazione stellare, fenomeno abbastanza raro di norma nelle regioni centrali delle galassie.

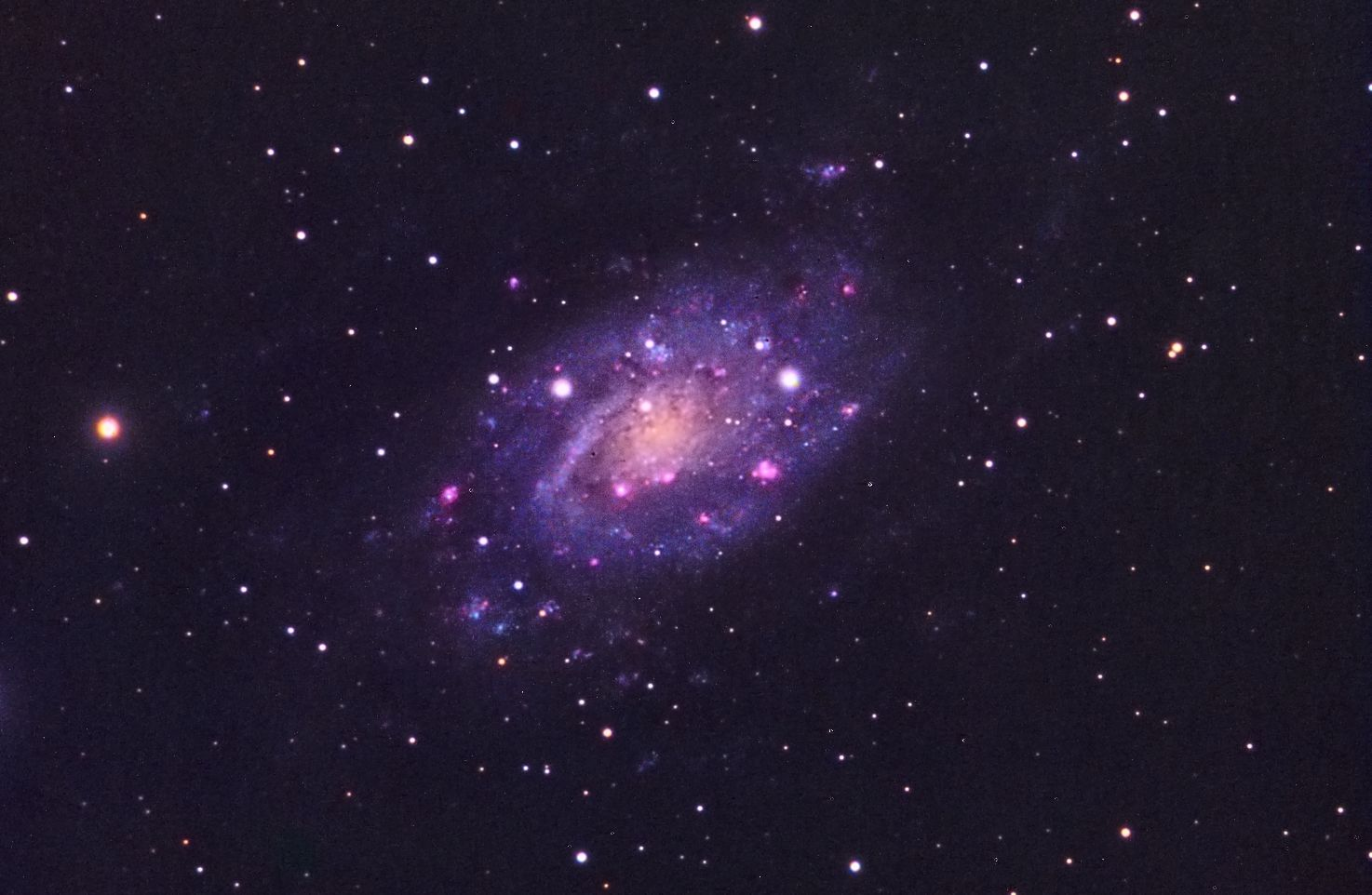
NGC 2403 (Liverpool Telescope, La Palma)
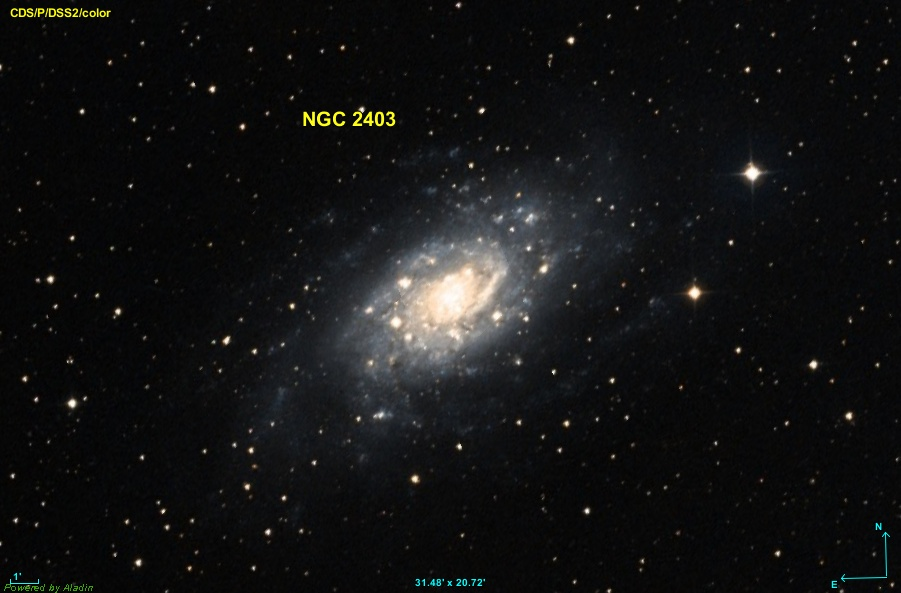
NGC 2403 (DSS)
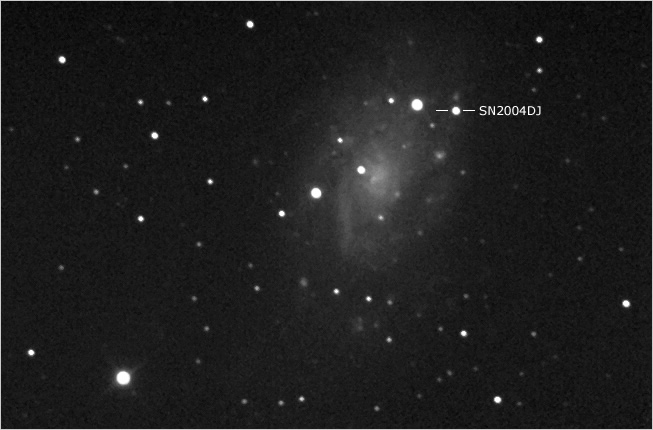
NGC 2403 con la supernova SN 2004dj
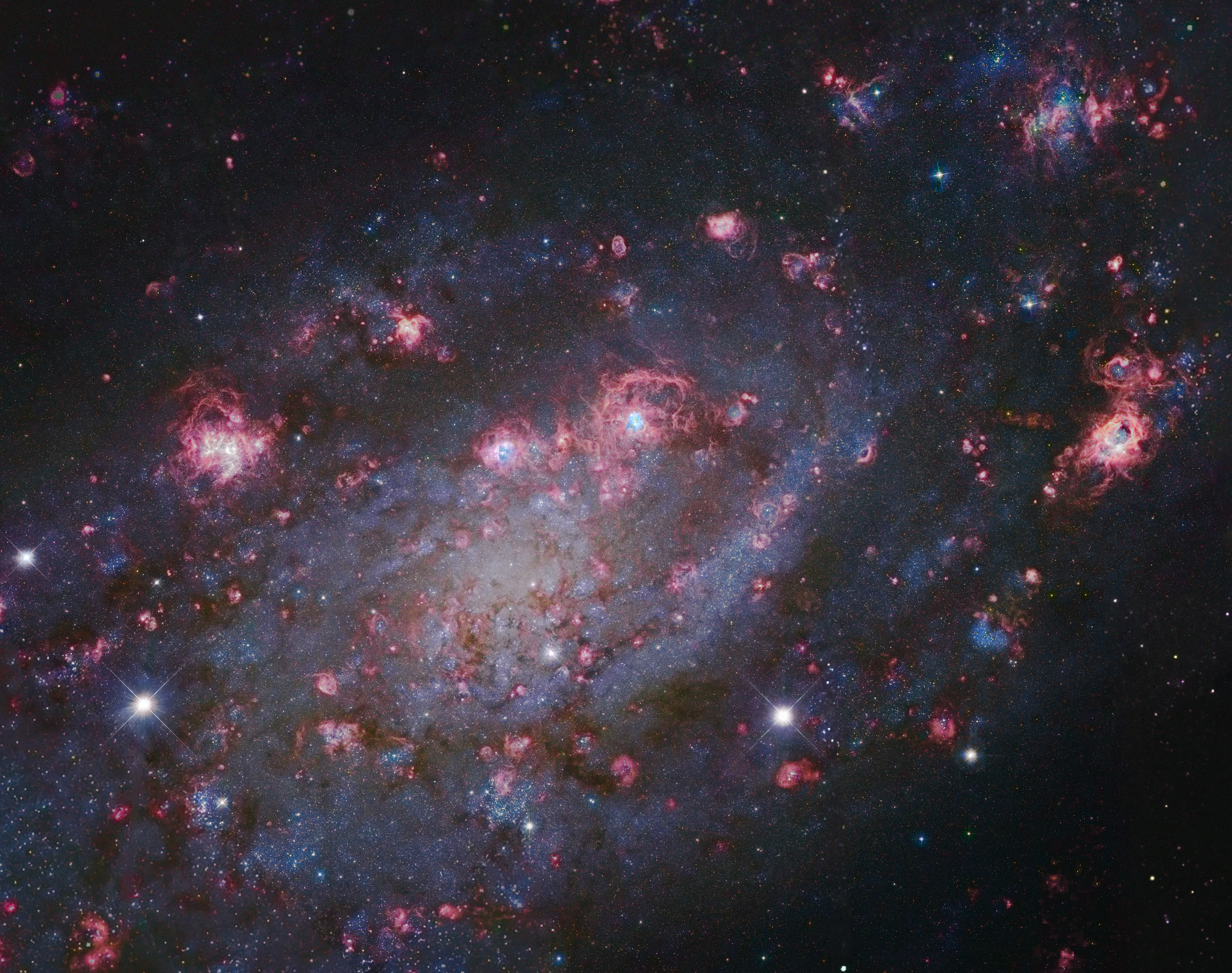
NGC 2403 (Subaru Telescope (NAOJ), Hubble Legacy Archive)

### Opere generali
- (EN) Stephen James O'Meara, Deep Sky Companions: The Caldwell Objects, Cambridge University Press, 2003, ISBN 0-521-55332-6.
- (EN) R. W. Sinnott, editor, The Complete New General Catalogue and Index Catalogue of Nebulae and Star Clusters by J. L. E. Dreyer, Sky Publishing Corporation and Cambridge University Press, 1988, ISBN 0-933346-51-4.

### Carte celesti
- Tirion, Rappaport, Lovi, Uranometria 2000.0 - Volume I - The Northern Hemisphere to -6°, Richmond, Virginia, USA, Willmann-Bell, inc., 1987, ISBN 0-943396-14-X.
- Tirion, Sinnott, Sky Atlas 2000.0, 2ª ed., Cambridge, USA, Cambridge University Press, 1998, ISBN 0-933346-90-5.
- Tirion, The Cambridge Star Atlas 2000.0, 3ª ed., Cambridge, USA, Cambridge University Press, 2001, ISBN 0-521-80084-6.